# Feldioara (okręg Braszów)
Feldioara – wieś w Rumunii, w okręgu Braszów, w gminie Feldioara. W 2011 roku liczyła 4334 mieszkańców.